# Conseil des maisons de vente
Le Conseil des ventes volontaires de meubles aux enchères publiques (Conseil des ventes volontaires ou CVV) est une autorité de régulation indépendante française instituée par la loi no 2000-642 du 10 juillet 2000 portant réglementation des ventes volontaires de meubles aux enchères publiques. C'est un établissement d'utilité publique doté de la personnalité morale. Son activité est financée par les cotisations que lui versent les sociétés de ventes déclarées auprès de lui.
Le Conseil des ventes est devenu le Conseil des maisons de vente à la suite de la loi du 28 février 2022 visant à moderniser la régulation du marché de l’art et au décret n° 2023-119 du 20 février 2023.

## Historique
Jusqu’en 2011, il avait pour mission d’agréer Sociétés de vente volontaire (SVV) et experts, d’enregistrer les déclarations des ressortissants des États membres de l’Union européenne ou de l’Espace économique européen qui exercent leur activité de manière occasionnelle en France, de sanctionner leurs manquements et d’organiser la formation professionnelle.
À la suite de la réforme instituée par la loi no 2011-850 du 20 juillet 2011 de libéralisation des ventes volontaires de meubles aux enchères publiques, à compter du 1er septembre 2011, les opérateurs de ventes volontaires de meubles aux enchères publiques sont seulement tenus de déclarer leur activité auprès du Conseil des ventes. Ce dernier ne délivre plus d'agrément, mais doit s'assurer que ces opérateurs remplissent les conditions fixées par le code de commerce et que personne ne dirige de vente sans avoir déclaré son activité.

## Activités
Le Conseil des ventes volontaires (CVV) sanctionne, dans le respect des droits de la défense, les manquements aux lois, règlements et obligations professionnelles applicables aux SVV, aux experts et aux ressortissants de pays de l’Europe exerçant, à titre occasionnel, l’activité de vente volontaire de meubles aux enchères publiques en France. Les poursuites disciplinaires sont engagées par le Commissaire du gouvernement. La procédure disciplinaire est contradictoire. À l’issue de cette procédure, le Conseil des ventes peut infliger un avertissement, un blâme, une interdiction d’exercice de tout ou partie de l’activité à titre temporaire (dans la limite de 3 ans), ou prononcer une interdiction définitive de diriger des ventes. Les décisions du Conseil des ventes sont susceptibles de recours devant la cour d'appel de Paris. Elles ne sont pas exclusives de sanctions judiciaires, civiles ou pénales.
En cas d’urgence et à titre provisoire, le président du Conseil des ventes peut suspendre l’activité d’une SVV ou d’un expert agréé pendant une durée maximale d’un mois. Cette durée peut être portée à 3 mois par décision du Conseil.
La formation professionnelle des futurs commissaires-priseurs habilités est organisée conjointement avec la Chambre nationale des commissaires-priseurs judiciaires et le Conseil national des courtiers de marchandises assermentés. Après l’examen d’accès, cette formation d’une durée de deux ans s’effectue sous la forme d’un stage dans une maison de ventes et une étude de commissaire-priseur judiciaire entrecoupée par un enseignement théorique et pratique d’une durée de 5 semaines par an. Au terme du stage, le Conseil délivre au stagiaire qui a démontré son aptitude à exercer la profession un certificat de bon accomplissement du stage, après délibération du jury.
Le Conseil des ventes publie un rapport d’activité annuel.
Le 20 janvier 2014, le Conseil des ventes, organisme disciplinaire, condamne la société Europ Auction et deux de ses commissaires priseurs à une interdiction d'exercer allant jusqu'à 9 mois pour une série de manquements et d'infractions (enchères fictives, publication de faux résultats, non-paiement des vendeurs, etc.) révélateurs des difficultés de la profession à assurer la transparence de ses activités.

## Composition et gouvernance
Les onze membres du conseil, nommés pour 4 ans sont : un membre du Conseil d'Etat, deux conseillers de la Cour de cassation, un membre de la Cour des comptes, trois personnalités exerçant ou ayant cessé d'exercer depuis moins de cinq ans l'activité d'opérateur de ventes volontaires de meubles aux enchères publiques; trois personnalités qualifiées en matière de ventes volontaires de meubles aux enchères publiques ; un expert ayant l'expérience de l'estimation de biens mis en vente aux enchères publiques.
Le président du conseil est nommé par le Ministre de la Justice en personne.

## Liste des présidents
- Catherine Chadelat du 13 octobre 2011[5] au 25 octobre 2019.
- Henri Paul du 25 octobre 2019[6] au 21 décembre 2023.
- Nicole Belloubet du 21 décembre 2023 au 8 février 2024.
- Édouard de Pradel de Lamaze depuis le 13 mars 2024[7].